# Gonomyia (Leiponeura) luteimarginata
Gonomyia (Leiponeura) luteimarginata is een tweevleugelige uit de familie steltmuggen (Limoniidae). De soort komt voor in het Oriëntaals en Australaziatisch gebied.